# Le Nain (nouvelle)
Le Nain est une nouvelle de Marcel Aymé, parue dans Candide en 1934.

## Historique
Le Nain est une nouvelle de Marcel Aymé, parue dans Candide N° 520, le 1er mars 1934. Elle ouvre le recueil homonyme publié la même année.

## Résumé
« Un nain se met à grandir dans sa trente-cinquième année, et il ne lui arrive rien du tout, contrairement à ce qu'il attendait... »

Prière d'insérer de Marcel Aymé.

## Adaptation
- Le Nain, téléfilm de 1961 de Pierre Badel.